# Eastbourne Championships 1975
Eastbourne Championships 1975 — жіночий тенісний турнір, що проходив на кортах з трав'яним покриттям Devonshire Park в Істборні (Англія). Належав до серії Women's International Grand Prix в рамках Туру WTA 1975. Турнір відбувся вдруге і тривав з 16 червня до 21 червня 1975 року. П'ята сіяна Вірджинія Вейд здобула титул в одиночному розряді й отримала за це £1,750 ($4,025).

## Фінальна частина

### Одиночний розряд
Вірджинія Вейд —  Біллі Джин Кінг 7–5, 4–6, 6–3

### Парний розряд
Джулі Ентоні /  Ольга Морозова —  Івонн Гулагонг /  Пеггі Мічел 6–2, 6–4